# Antônio Joaquim da Silva Pinto

Armas do barão de São Fidélis.

Antônio Joaquim da Silva Pinto, primeiro e único barão de São Fidélis (Rio de Janeiro, 1826 – Campos dos Goytacazes, 20 de setembro de 1884), foi um fazendeiro brasileiro e capitão da Guarda Nacional, com terras na região de Campos dos Goytacazes.
Filho de Manuel Joaquim da Silva Pinto e de Maria Luísa de Melo.